# Хайнрих II фон Ханау
Хайнрих II фон Ханау-Дорфелден (на немски: Heinrich II von Hanau, Herr zu Dorfelden; † 1243) е граф на Ханау и господар на Дорфелден близо до град Ханау.

## Произход и наследство
Той е син на Райнхард II фон Дорфелден (* ок. 1159; † сл. 1191), роден в Хесен-Насау, Прусия. Името на майка му не е известно. Баща му се жени за фон Калберау (* ок. 1162). Така той е полубрат на Райнхард фон Ханау (III) фон Дорфелден (* ок. 1186; † 1243), който основава линията Ханау-Мюнценберг. Роднина е с Вернер фон Епщайн († 1284), който от 1259 до 1284 г. е курфюрст, архиепископ на Майнц и ерцканцлер на Свещената Римска империя.
От 1191 г. замъкът Дорфелден се нарича замък Ханау и фамилията започва да се нарича фон Ханау. Братята разделят собствеността.
Хайнрих II фон Ханау умира бездетен през 1243 г. Наследен е от племенника му Райнхард I фон Ханау (* ок. 1225; † 20 септември 1281), който се жени през 1245 г. за Аделхайд фон Мюнценберг († ок. 1291), обединява цялата собственост на фамилията в една ръка и е прародител на господарите и графовете на Ханау.

## Фамилия
Хайнрих II фон Ханау се жени за Лукарда II фон Изенбург-Клееберг († 1260), дъщеря на Хайнрих I фон Изенбург-Клееберг († ок. 1227) и Ирмгард фон Бюдинген († сл. 1220), дъщеря на Хартман фон Бюдинген († 1195). Бракът е бездетен.
Лукарда II фон Изенбург-Клееберг се омъжва втори път сл. 1249 г. за Филип I фон Боланден-Хоенфелс († 1277).